# Loturile pentru Campionatul Mondial de Fotbal 1982
Mai jos sunt loturile pentru Campionatul Mondial de Fotbal 1982 din Spania.

## Grupa 1

### Camerun
Antrenor principal:  Jean Vincent
| Nr. | Poz. | Jucător             | Data nașterii (vârsta) | Selecții | Club                 |
| --- | ---- | ------------------- | ---------------------- | -------- | -------------------- |
| 1   | P    | Thomas N'Kono (c)   | 20 iulie 1956          |          | Yaoundé              |
| 2   | F    | Michel Kaham        | 1 iunie 1952           |          | Stade Quimperois     |
| 3   | F    | Edmond Enoka        | 17 decembrie 1955      |          | Dragon Douala        |
| 4   | F    | René N'Djeya        | 9 octombrie 1953       |          | Union Douala         |
| 5   | F    | Elie Onana          | 13 octombrie 1958      |          | Federal Foumban      |
| 6   | M    | Emmanuel Kundé      | 15 iulie 1956          |          | Yaoundé              |
| 7   | M    | Ephrem M'Bom        | 19 octombrie 1955      |          | Yaoundé              |
| 8   | M    | Grégoire M'Bida     | 27 ianuarie 1955       |          | Yaoundé              |
| 9   | A    | Roger Milla         | 20 mai 1952            |          | Bastia               |
| 10  | A    | Jean-Pierre Tokoto  | 26 ianuarie 1948       |          | Jacksonville Tea Men |
| 11  | M    | Charles Toubé       | 22 ianuarie 1958       |          | Tonnerre             |
| 12  | P    | Joseph-Antoine Bell | 8 octombrie 1954       |          | Africa Sports        |
| 13  | A    | Paul Bahoken        | 7 iulie 1955           |          | AS Cannes            |
| 14  | M    | Théophile Abega     | 9 iulie 1954           |          | Yaoundé              |
| 15  | F    | François N'Doumbé   | 30 ianuarie 1954       |          | Union Douala         |
| 16  | F    | Ibrahim Aoudou      | 23 august 1955         |          | AS Cannes            |
| 17  | M    | Joseph Kamga        | 17 august 1953         |          | Union Douala         |
| 18  | A    | Jacques N'Guea      | 8 noiembrie 1955       |          | Yaoundé              |
| 19  | M    | Joseph Enanga       | 18 noiembrie 1956      |          | Union Douala         |
| 20  | A    | Oscar Eyobo         | 23 octombrie 1961      |          | Dynamo Douala        |
| 21  | A    | Ernest Ebongué      | 15 mai 1962            |          | Tonnerre             |
| 22  | P    | Simon Tchobang      | 31 august 1951         |          | Dynamo Douala        |

### Italia
Antrenor principal: Enzo Bearzot
| Nr. | Poz. | Jucător              | Data nașterii (vârsta) | Selecții | Club         |
| --- | ---- | -------------------- | ---------------------- | -------- | ------------ |
| 1   | P    | Dino Zoff (c)        | 28 februarie 1942      |          | Juventus     |
| 2   | F    | Franco Baresi        | 8 mai 1960             |          | Milan        |
| 3   | F    | Giuseppe Bergomi     | 22 decembrie 1963      |          | Inter Milano |
| 4   | F    | Antonio Cabrini      | 8 octombrie 1957       |          | Juventus     |
| 5   | F    | Fulvio Collovati     | 9 mai 1957             |          | Milan        |
| 6   | F    | Claudio Gentile      | 27 septembrie 1953     |          | Juventus     |
| 7   | F    | Gaetano Scirea       | 25 mai 1953            |          | Juventus     |
| 8   | F    | Pietro Vierchowod    | 6 aprilie 1959         |          | Fiorentina   |
| 9   | M    | Giancarlo Antognoni  | 1 aprilie 1954         |          | Fiorentina   |
| 10  | M    | Giuseppe Dossena     | 2 mai 1958             |          | Torino       |
| 11  | M    | Giampiero Marini     | 25 februarie 1951      |          | Inter Milano |
| 12  | P    | Ivano Bordon         | 13 aprilie 1951        |          | Inter Milano |
| 13  | M    | Gabriele Oriali      | 25 noiembrie 1952      |          | Inter Milano |
| 14  | M    | Marco Tardelli       | 24 septembrie 1954     |          | Juventus     |
| 15  | M    | Franco Causio        | 1 februarie 1949       |          | Udinese      |
| 16  | M    | Bruno Conti          | 13 martie 1955         |          | Roma         |
| 17  | A    | Daniele Massaro      | 23 mai 1961            |          | Fiorentina   |
| 18  | A    | Alessandro Altobelli | 28 noiembrie 1955      |          | Inter Milano |
| 19  | A    | Francesco Graziani   | 16 decembrie 1952      |          | Fiorentina   |
| 20  | A    | Paolo Rossi          | 23 septembrie 1956     |          | Juventus     |
| 21  | A    | Franco Selvaggi      | 15 mai 1953            |          | Cagliari     |
| 22  | P    | Giovanni Galli       | 29 aprilie 1958        |          | Fiorentina   |

Cu excepția portarilor, jucătorii italieni au primit numerele în ordine alfabetică și după locul ocupat pe teren - fundași, mijlocași, extreme și atacanți.
Note: With the exception of the goalkeepers, the Italian team was numbered alphabetically within their respective positions - Defenders, Midfielders, Wingers and Forwards.

### Peru
Antrenor principal:  Tim
| Nr. | Poz. | Jucător                | Data nașterii (vârsta) | Selecții | Club                     |
| --- | ---- | ---------------------- | ---------------------- | -------- | ------------------------ |
| 1   | P    | Eusebio Acasuzo        | 8 aprilie 1952         |          | Universitario            |
| 2   | F    | Jaime Duarte           | 27 februarie 1955      |          | Alianza Lima             |
| 3   | F    | Salvador Salguero      | 10 august 1951         |          | Alianza Lima             |
| 4   | F    | Hugo Gastulo           | 9 ianuarie 1958        |          | Universitario            |
| 5   | M    | Germán Leguía          | 2 ianuarie 1954        |          | Universitario            |
| 6   | M    | José Velásquez         | 4 iunie 1952           |          | Independiente Medellín   |
| 7   | A    | Gerónimo Barbadillo    | 24 septembrie 1952     |          | UANL Tigres              |
| 8   | M    | César Cueto            | 16 iunie 1952          |          | Atlético Nacional        |
| 9   | M    | Julio César Uribe      | 9 mai 1958             |          | Sporting Cristal         |
| 10  | A    | Teófilo Cubillas       | 8 martie 1949          |          | Fort Lauderdale Strikers |
| 11  | A    | Juan Carlos Oblitas    | 16 decembrie 1951      |          | RFC Seraing              |
| 12  | P    | José González          | 10 iulie 1954          |          | Alianza Lima             |
| 13  | M    | Oscar Arizaga          | 20 august 1957         |          | Atlético Chalaco         |
| 14  | M    | Miguel Gutiérrez       | 19 noiembrie 1956      |          | Sporting Cristal         |
| 15  | F    | Rubén Toribio Díaz (c) | 17 aprilie 1952        |          | Sporting Cristal         |
| 16  | F    | Jorge Olaechea         | 27 august 1956         |          | Alianza Lima             |
| 17  | F    | Franco Navarro         | 10 noiembrie 1961      |          | Deportivo Municipal      |
| 18  | M    | Eduardo Malásquez      | 13 octombrie 1957      |          | Deportivo Municipal      |
| 19  | A    | Guillermo La Rosa      | 6 iunie 1952           |          | Atlético Nacional        |
| 20  | A    | Percy Rojas            | 16 septembrie 1949     |          | RFC Seraing              |
| 21  | P    | Ramón Quiroga          | 23 iulie 1950          |          | Sporting Cristal         |
| 22  | M    | Luis Reyna             | 6 mai 1959             |          | Sporting Cristal         |

### Polonia
Antrenor principal: Antoni Piechniczek
| Nr. | Poz. | Jucător              | Data nașterii (vârsta) | Selecții | Club           |
| --- | ---- | -------------------- | ---------------------- | -------- | -------------- |
| 1   | P    | Józef Młynarczyk     | 20 septembrie 1953     | 10       | Widzew Łódź    |
| 2   | F    | Marek Dziuba         | 19 decembrie 1955      | 44       | ŁKS Łódź       |
| 3   | M    | Janusz Kupcewicz     | 9 decembrie 1955       | 10       | Arka Gdynia    |
| 4   | F    | Tadeusz Dolny        | 7 mai 1958             | 4        | Górnik Zabrze  |
| 5   | M    | Paweł Janas          | 4 martie 1953          | 47       | Legia Varșovia |
| 6   | F    | Piotr Skrobowski     | 16 octombrie 1961      | 14       | Wisła Cracovia |
| 7   | F    | Jan Jałocha          | 18 iulie 1957          | 8        | Wisła Cracovia |
| 8   | M    | Waldemar Matysik     | 27 septembrie 1961     | 10       | Górnik Zabrze  |
| 9   | M    | Władysław Żmuda (c)  | 6 iunie 1954           | 72       | Widzew Łódź    |
| 10  | F    | Stefan Majewski      | 31 ianuarie 1956       | 17       | Legia Varșovia |
| 11  | M    | Włodzimierz Smolarek | 16 iulie 1957          | 12       | Widzew Łódź    |
| 12  | F    | Roman Wójcicki       | 8 ianuarie 1958        | 12       | Slask Wroclaw  |
| 13  | M    | Andrzej Buncol       | 21 septembrie 1959     | 9        | Legia Varșovia |
| 14  | M    | Andrzej Pałasz       | 22 iulie 1960          | 14       | Górnik Zabrze  |
| 15  | M    | Włodzimierz Ciołek   | 24 martie 1956         | 12       | Stal Mielec    |
| 16  | A    | Grzegorz Lato        | 8 aprilie 1950         | 92       | Lokeren        |
| 17  | A    | Andrzej Szarmach     | 3 octombrie 1950       | 59       | Auxerre        |
| 18  | M    | Marek Kusto          | 29 aprilie 1954        | 15       | Legia Varșovia |
| 19  | M    | Andrzej Iwan         | 10 noiembrie 1959      | 19       | Wisła Cracovia |
| 20  | M    | Zbigniew Boniek      | 3 martie 1956          | 50       | Widzew Łódź    |
| 21  | P    | Jacek Kazimierski    | 17 august 1959         | 4        | Legia Varșovia |
| 22  | P    | Piotr Mowlik         | 21 aprilie 1951        | 21       | Lech Poznań    |

## Grupa 2

### Algeria
Antrenori principali: Mahieddine Khalef și Rachid Mekhloufi
| Nr. | Poz. | Jucător              | Data nașterii (vârsta) | Selecții | Club          |
| --- | ---- | -------------------- | ---------------------- | -------- | ------------- |
| 1   | P    | Mehdi Cerbah         | 3 aprilie 1953         |          | RS Kouba      |
| 2   | F    | Mahmoud Guendouz     | 24 februarie 1953      |          | Hussein Dey   |
| 3   | F    | Mustafa Kouici       | 16 aprilie 1954        |          | Hussein Dey   |
| 4   | F    | Nourredine Kourichi  | 12 aprilie 1954        |          | Bordeaux      |
| 5   | F    | Chaabane Merzekane   | 8 martie 1959          |          | Hussein Dey   |
| 6   | M    | Ali Bencheikh        | 9 ianuarie 1955        |          | Alger MC      |
| 7   | A    | Salah Assad          | 13 martie 1958         |          | RS Kouba      |
| 8   | M    | Ali Fergani (c)      | 21 septembrie 1952     |          | JE Tizi-Ouzou |
| 9   | A    | Tedj Bensaoula       | 1 decembrie 1954       |          | Oran MC       |
| 10  | M    | Lakhdar Belloumi     | 29 decembrie 1958      |          | GC Mascara    |
| 11  | A    | Rabah Madjer         | 15 decembrie 1958      |          | Hussein Dey   |
| 12  | F    | Salah Larbes         | 16 septembrie 1952     |          | JE Tizi-Ouzou |
| 13  | M    | Hocine Yahi          | 25 aprilie 1960        |          | CM Belcourt   |
| 14  | M    | Djamel Zidane        | 28 aprilie 1955        |          | Kortrijk      |
| 15  | M    | Mustapha Dahleb      | 8 februarie 1952       |          | PSG           |
| 16  | F    | Faouzi Mansouri      | 17 ianuarie 1956       |          | Montpellier   |
| 17  | F    | Abdelkader Horr      | 10 noiembrie 1953      |          | JH Djazaïr    |
| 18  | M    | Karim Maroc          | 5 martie 1958          |          | Tours         |
| 19  | M    | Djamel Tlemçani      | 16 aprilie 1955        |          | Reims         |
| 20  | A    | Abdelmajid Bourebbou | 16 martie 1951         |          | Stade Laval   |
| 21  | P    | Mourad Amara         | 19 februarie 1959      |          | JE Tizi-Ouzou |
| 22  | P    | Yacine Bentalaa      | 24 septembrie 1955     |          | Hussein Dey   |

### Austria
Antrenori principali: Felix Latzke și Georg Schmidt
| Nr. | Poz. | Jucător              | Data nașterii (vârsta) | Selecții | Club                |
| --- | ---- | -------------------- | ---------------------- | -------- | ------------------- |
| 1   | P    | Friedrich Koncilia   | 25 februarie 1948      | 60       | Austria Viena       |
| 2   | F    | Bernd Krauss         | 8 mai 1957             | 5        | Rapid Viena         |
| 3   | F    | Erich Obermayer (c)  | 23 ianuarie 1953       | 35       | Austria Viena       |
| 4   | F    | Josef Degeorgi       | 19 ianuarie 1960       | 3        | Admira Wacker       |
| 5   | F    | Bruno Pezzey         | 3 februarie 1955       | 53       | Eintracht Frankfurt |
| 6   | M    | Roland Hattenberger  | 7 decembrie 1948       | 47       | Wacker Innsbruck    |
| 7   | A    | Walter Schachner     | 1 februarie 1957       | 33       | Cesena              |
| 8   | M    | Herbert Prohaska     | 8 august 1955          | 57       | Inter Milano        |
| 9   | A    | Hans Krankl          | 14 februarie 1953      | 61       | Rapid Viena         |
| 10  | M    | Reinhold Hintermaier | 14 februarie 1956      | 10       | Nürnberg            |
| 11  | A    | Kurt Jara            | 14 octombrie 1950      | 55       | Grasshopper         |
| 12  | M    | Anton Pichler        | 4 octombrie 1955       | 5        | Sturm Graz          |
| 13  | A    | Max Hagmayr          | 16 noiembrie 1956      | 6        | VÖEST Linz          |
| 14  | F    | Ernst Baumeister     | 22 ianuarie 1957       | 11       | Austria Viena       |
| 15  | M    | Johann Dihanich      | 24 octombrie 1958      | 8        | Austria Viena       |
| 16  | F    | Gerald Messlender    | 1 octombrie 1961       | 0        | Admira Wacker       |
| 17  | F    | Johann Pregesbauer   | 8 iunie 1958           | 4        | Rapid Viena         |
| 18  | A    | Gernot Jurtin        | 9 septembrie 1955      | 5        | Sturm Graz          |
| 19  | F    | Heribert Weber       | 28 iunie 1955          | 27       | Rapid Viena         |
| 20  | A    | Kurt Welzl           | 6 noiembrie 1954       | 19       | Valencia            |
| 21  | P    | Herbert Feurer       | 14 ianuarie 1954       | 7        | Rapid Viena         |
| 22  | P    | Klaus Lindenberger   | 28 mai 1957            | 1        | LASK Linz           |

### Chile
Antrenor principal: Luis Santibáñez
| Nr. | Poz. | Jucător              | Data nașterii (vârsta) | Selecții | Club                     |
| --- | ---- | -------------------- | ---------------------- | -------- | ------------------------ |
| 1   | P    | Oscar Wirth          | 5 noiembrie 1955       | 5        | Cobreloa                 |
| 2   | F    | Lizardo Garrido      | 25 august 1957         | 15       | Colo-Colo                |
| 3   | F    | René Valenzuela      | 20 aprilie 1955        | 23       | U Católica               |
| 4   | F    | Vladimir Bigorra     | 9 august 1954          | 17       | CF Universidad de Chile  |
| 5   | F    | Elías Figueroa (c)   | 25 octombrie 1946      | 44       | Fort Lauderdale Strikers |
| 6   | M    | Rodolfo Dubó         | 11 septembrie 1953     | 27       | Palestino                |
| 7   | M    | Eduardo Bonvallet    | 13 ianuarie 1955       | 21       | U Católica               |
| 8   | M    | Carlos Rivas         | 24 mai 1953            | 24       | Colo-Colo                |
| 9   | A    | Juan Carlos Letelier | 20 mai 1959            | 5        | Cobreloa                 |
| 10  | M    | Mario Soto           | 10 iulie 1950          | 34       | Cobreloa                 |
| 11  | M    | Gustavo Moscoso      | 10 august 1955         | 18       | U Católica               |
| 12  | P    | Marco Cornez         | 15 octombrie 1957      | 0        | Palestino                |
| 13  | A    | Carlos Caszely       | 5 iulie 1950           | 42       | Colo-Colo                |
| 14  | M    | Raúl Ormeño          | 21 iunie 1958          | 1        | Colo-Colo                |
| 15  | A    | Patricio Yáñez       | 20 ianuarie 1961       | 23       | San Luis Quillota        |
| 16  | M    | Manuel Rojas         | 13 iunie 1954          | 27       | U Católica               |
| 17  | F    | Oscar Rojas          | 15 noiembrie 1958      | 1        | Colo-Colo                |
| 18  | F    | Mario Galindo        | 10 august 1951         | 28       | Colo-Colo                |
| 19  | F    | Enzo Escobar         | 10 noiembrie 1951      | 26       | Cobreloa                 |
| 20  | M    | Miguel Ángel Neira   | 9 octombrie 1952       | 23       | U Católica               |
| 21  | A    | Miguel Ángel Gamboa  | 21 iunie 1951          | 14       | CF Universidad de Chile  |
| 22  | P    | Mario Osbén          | 14 iulie 1950          | 26       | Colo-Colo                |

### Germania de Vest
Antrenor principal: Jupp Derwall
| Nr. | Poz. | Jucător                   | Data nașterii (vârsta) | Selecții | Club           |
| --- | ---- | ------------------------- | ---------------------- | -------- | -------------- |
| 1   | P    | Harald Schumacher         | 6 martie 1954          |          | Köln           |
| 2   | M    | Hans-Peter Briegel        | 11 octombrie 1955      |          | Kaiserslautern |
| 3   | M    | Paul Breitner             | 5 septembrie 1951      |          | Bayern         |
| 4   | F    | Karlheinz Förster         | 25 iulie 1958          |          | Stuttgart      |
| 5   | F    | Bernd Förster             | 3 mai 1956             |          | Stuttgart      |
| 6   | M    | Wolfgang Dremmler         | 12 iulie 1954          |          | Bayern         |
| 7   | M    | Pierre Littbarski         | 16 aprilie 1960        |          | Köln           |
| 8   | A    | Klaus Fischer             | 27 decembrie 1949      |          | Köln           |
| 9   | A    | Horst Hrubesch            | 17 aprilie 1951        |          | Hamburg        |
| 10  | M    | Hansi Müller              | 27 iulie 1957          |          | Stuttgart      |
| 11  | A    | Karl-Heinz Rummenigge (c) | 25 septembrie 1955     |          | Bayern         |
| 12  | F    | Wilfried Hannes           | 17 mai 1957            |          | M'gladbach     |
| 13  | A    | Uwe Reinders              | 19 ianuarie 1955       |          | Werder Bremen  |
| 14  | M    | Felix Magath              | 26 iulie 1953          |          | Hamburg        |
| 15  | M    | Uli Stielike              | 15 noiembrie 1954      |          | Real Madrid    |
| 16  | A    | Thomas Allofs             | 17 noiembrie 1959      |          | Düsseldorf     |
| 17  | M    | Stephan Engels            | 6 septembrie 1960      |          | Köln           |
| 18  | M    | Lothar Matthäus           | 21 martie 1961         |          | M'gladbach     |
| 19  | F    | Holger Hieronymus         | 22 februarie 1959      |          | Hamburg        |
| 20  | F    | Manfred Kaltz             | 6 ianuarie 1953        |          | Hamburg        |
| 21  | P    | Bernd Franke              | 12 februarie 1948      |          | Braunschweig   |
| 22  | P    | Eike Immel                | 27 noiembrie 1960      |          | Dortmund       |

## Grupa 3

### Argentina
Antrenor principal: César Luis Menotti
| Nr. | Poz. | Jucător               | Data nașterii (vârsta) | Selecții | Club                |
| --- | ---- | --------------------- | ---------------------- | -------- | ------------------- |
| 1   | M    | Osvaldo Ardiles       | 3 august 1952          |          | Tottenham           |
| 2   | P    | Héctor Baley          | 16 noiembrie 1950      |          | Talleres de Córdoba |
| 3   | M    | Juan Barbas           | 23 august 1959         |          | Racing Club         |
| 4   | M    | Daniel Bertoni        | 14 martie 1955         |          | Fiorentina          |
| 5   | M    | Gabriel Calderón      | 7 februarie 1960       |          | Independiente       |
| 6   | A    | Ramón Díaz            | 29 august 1959         |          | River Plate         |
| 7   | P    | Ubaldo Fillol         | 21 iulie 1950          |          | River Plate         |
| 8   | F    | Luis Galván           | 24 februarie 1948      |          | Talleres de Córdoba |
| 9   | M    | Américo Gallego       | 24 mai 1955            |          | River Plate         |
| 10  | M    | Diego Maradona        | 30 octombrie 1960      |          | Boca Juniors        |
| 11  | A    | Mario Kempes          | 15 iulie 1954          |          | River Plate         |
| 12  | M    | Patricio Hernández    | 16 august 1956         |          | Estudiantes         |
| 13  | F    | Julio Olarticoechea   | 18 octombrie 1958      |          | River Plate         |
| 14  | F    | Jorge Olguín          | 17 mai 1952            |          | Independiente       |
| 15  | F    | Daniel Passarella (c) | 25 mai 1953            |          | River Plate         |
| 16  | P    | Nery Pumpido          | 30 iulie 1957          |          | Veléz Sársfield     |
| 17  | A    | Santiago Santamaría   | 22 august 1952         |          | Newell's Old Boys   |
| 18  | F    | Alberto Tarantini     | 3 decembrie 1955       |          | River Plate         |
| 19  | F    | Enzo Trossero         | 23 mai 1953            |          | Independiente       |
| 20  | A    | Jorge Valdano         | 4 octombrie 1955       |          | Zaragoza            |
| 21  | M    | José Daniel Valencia  | 3 octombrie 1955       |          | Talleres de Córdoba |
| 22  | F    | José Van Tuyne        | 13 decembrie 1954      |          | Racing Club         |

Numerele s-au acordat în ordine alfabetică după prenume, cu excepția lui Diego Maradona, care a primit numărul 10.

### Belgia
Antrenor principal: Guy Thys
| Nr. | Poz. | Jucător                 | Data nașterii (vârsta) | Selecții | Club           |
| --- | ---- | ----------------------- | ---------------------- | -------- | -------------- |
| 1   | P    | Jean-Marie Pfaff        | 4 decembrie 1953       |          | KSK Beveren    |
| 2   | F    | Eric Gerets (c)         | 18 mai 1954            |          | Standard Liege |
| 3   | F    | Luc Millecamps          | 10 septembrie 1951     |          | KSV Waregem    |
| 4   | F    | Walter Meeuws           | 11 iulie 1951          |          | Standard Liege |
| 5   | F    | Michel Renquin          | 3 noiembrie 1955       |          | Anderlecht     |
| 6   | M    | Franky Vercauteren      | 28 octombrie 1956      |          | Anderlecht     |
| 7   | M    | Jos Daerden             | 26 noiembrie 1954      |          | Standard Liege |
| 8   | M    | Wilfried Van Moer       | 1 martie 1945          |          | KSK Beveren    |
| 9   | A    | Erwin Vandenbergh       | 26 ianuarie 1959       |          | Lierse         |
| 10  | M    | Ludo Coeck              | 25 septembrie 1955     |          | Anderlecht     |
| 11  | M    | Jan Ceulemans           | 28 februarie 1957      |          | Club Brugge    |
| 12  | P    | Theo Custers            | 10 august 1950         |          | Espanyol       |
| 13  | A    | François Van Der Elst   | 1 decembrie 1954       |          | West Ham       |
| 14  | F    | Marc Baecke             | 24 iulie 1956          |          | KSK Beveren    |
| 15  | F    | Maurits De Schrijver    | 26 iunie 1951          |          | Lokeren        |
| 16  | F    | Gerard Plessers         | 30 martie 1959         |          | Standard Liege |
| 17  | M    | René Verheyen           | 20 martie 1952         |          | Lokeren        |
| 18  | M    | Raymond Mommens         | 27 decembrie 1958      |          | Lokeren        |
| 19  | A    | Marc Millecamps         | 9 octombrie 1950       |          | KSV Waregem    |
| 20  | M    | Guy Vandersmissen       | 25 decembrie 1957      |          | Standard Liege |
| 21  | A    | Alexandre Czerniatynski | 28 iulie 1960          |          | Antwerp        |
| 22  | P    | Jacky Munaron           | 8 septembrie 1956      |          | Anderlecht     |

Jozef Dearden replacement to René Vandereycken in at the last moment by injury

### El Salvador
Antrenor principal: Pipo Rodríguez
| Nr. | Poz. | Jucător              | Data nașterii (vârsta) | Selecții | Club               |
| --- | ---- | -------------------- | ---------------------- | -------- | ------------------ |
| 1   | P    | Luis Guevara Mora    | 2 septembrie 1961      |          | Platense Municipal |
| 2   | F    | Mario Castillo       | 30 octombrie 1951      |          | CD Santiagueño     |
| 3   | F    | José Francisco Jovel | 26 mai 1951            |          | CD Águila          |
| 4   | F    | Carlos Recinos       | 30 iunie 1950          |          | CD FAS             |
| 5   | F    | Ramón Fagoaga        | 12 ianuarie 1952       |          | Atlético Marte     |
| 6   | M    | Joaquín Ventura      | 27 octombrie 1956      |          | CD Santiagueño     |
| 7   | M    | Silvio Aquino        | 30 iunie 1949          |          | Alianza FC         |
| 8   | M    | José Luis Rugamas    | 5 iunie 1953           |          | Atlético Marte     |
| 9   | A    | Ever Hernández       | 11 decembrie 1958      |          | CD Santiagueño     |
| 10  | M    | Norberto Huezo (c)   | 6 iunie 1956           |          | Palencia CF        |
| 11  | A    | Mágico González      | 13 martie 1957         |          | Cádiz              |
| 12  | F    | Francisco Osorto     | 20 martie 1957         |          | CD Santiagueño     |
| 13  | A    | José María Rivas     | 12 mai 1958            |          | Alianza FC         |
| 14  | A    | Luis Ramírez         | 6 ianuarie 1954        |          | Atlético Marte     |
| 15  | F    | Jaime Rodríguez      | 17 ianuarie 1959       |          | Uerdingen 05       |
| 16  | M    | Mauricio Alfaro      | 13 februarie 1956      |          | Platense Municipal |
| 17  | A    | Guillermo Ragazzone  | 5 ianuarie 1956        |          | Atlético Marte     |
| 18  | F    | Miguel Ángel Díaz    | 27 ianuarie 1957       |          | Atlético Marte     |
| 19  | P    | Eduardo Hernández    | 31 ianuarie 1958       |          | CD Santiagueño     |
| 20  | P    | José Luis Munguía    | 28 octombrie 1959      |          | CD FAS             |

### Ungaria
Antrenor principal: Kálmán Mészöly
| Nr. | Poz. | Jucător           | Data nașterii (vârsta) | Selecții | Club               |
| --- | ---- | ----------------- | ---------------------- | -------- | ------------------ |
| 1   | P    | Ferenc Mészáros   | 11 aprilie 1950        | 25       | Sporting           |
| 2   | F    | Győző Martos      | 15 decembrie 1949      | 27       | Waterschei SV Thor |
| 3   | F    | László Bálint     | 1 februarie 1948       | 74       | Toulouse           |
| 4   | M    | József Tóth       | 2 decembrie 1951       | 47       | Újpest             |
| 5   | M    | Sándor Müller     | 21 septembrie 1948     | 15       | Hércules Alicante  |
| 6   | F    | Imre Garaba       | 29 iulie 1958          | 17       | Honvéd Budapesta   |
| 7   | A    | László Fazekas    | 15 octombrie 1947      | 87       | Antwerp            |
| 8   | A    | Tibor Nyilasi (c) | 18 ianuarie 1955       | 49       | Ferencváros        |
| 9   | A    | András Törőcsik   | 1 mai 1955             | 33       | Újpest             |
| 10  | A    | László Kiss       | 12 martie 1956         | 24       | Vasas SC           |
| 11  | A    | Gábor Pölöskei    | 11 octombrie 1961      | 6        | Ferencváros        |
| 12  | M    | Lázár Szentes     | 12 decembrie 1955      | 1        | Gyori ETO          |
| 13  | F    | Tibor Rab         | 2 octombrie 1955       | 19       | Ferencváros        |
| 14  | F    | Sándor Sallai     | 26 martie 1960         | 8        | Vasas              |
| 15  | A    | Béla Bodonyi      | 14 septembrie 1956     | 13       | Honvéd Budapesta   |
| 16  | M    | Ferenc Csongrádi  | 29 martie 1956         | 13       | MOL Fehérvár       |
| 17  | M    | Károly Csapó      | 23 februarie 1952      | 17       | FC Tatabánya       |
| 18  | F    | Attila Kerekes    | 4 aprilie 1954         | 10       | Békéscsaba FC      |
| 19  | F    | József Varga      | 9 octombrie 1954       | 9        | Honvéd Budapesta   |
| 20  | F    | József Csuhay     | 12 iulie 1957          | 0        | MOL Fehérvár       |
| 21  | P    | Béla Katzirz      | 27 iulie 1953          | 15       | Pécsi MFC          |
| 22  | P    | Imre Kiss         | 10 august 1957         | 0        | FC Tatabánya       |

## Grupa 4

### Cehoslovacia
Antrenor principal: Jozef Vengloš
| Nr. | Poz. | Jucător             | Data nașterii (vârsta) | Selecții | Club              |
| --- | ---- | ------------------- | ---------------------- | -------- | ----------------- |
| 1   | P    | Stanislav Seman     | 8 august 1952          |          | Lokomotiva Košice |
| 2   | F    | František Jakubec   | 12 aprilie 1956        |          | Bohemians 1905    |
| 3   | F    | Jan Fiala           | 19 mai 1956            |          | Dukla Praga       |
| 4   | F    | Ladislav Jurkemik   | 20 iulie 1953          |          | Inter Bratislava  |
| 5   | F    | Jozef Barmoš        | 28 august 1954         |          | Inter Bratislava  |
| 6   | F    | Rostislav Vojáček   | 23 februarie 1949      |          | Baník Ostrava     |
| 7   | M    | Ján Kozák           | 17 aprilie 1954        |          | Dukla Praga       |
| 8   | M    | Antonín Panenka     | 2 decembrie 1948       |          | Rapid Viena       |
| 9   | A    | Ladislav Vízek      | 22 ianuarie 1955       |          | Dukla Praga       |
| 10  | A    | Tomáš Kříž          | 17 martie 1959         |          | Dukla Praga       |
| 11  | A    | Zdeněk Nehoda (c)   | 9 mai 1952             |          | Dukla Praga       |
| 12  | M    | Přemysl Bičovský    | 18 august 1950         |          | Bohemians 1905    |
| 13  | M    | Jan Berger          | 27 noiembrie 1955      |          | Sparta Praga      |
| 14  | F    | Libor Radimec       | 22 mai 1950            |          | Baník Ostrava     |
| 15  | F    | Jozef Kukučka       | 13 martie 1957         |          | Plastika Nitra    |
| 16  | M    | Pavel Chaloupka     | 4 mai 1959             |          | Bohemians 1905    |
| 17  | M    | František Štambachr | 13 februarie 1953      |          | Dukla Praga       |
| 18  | A    | Petr Janečka        | 25 noiembrie 1957      |          | Brno              |
| 19  | A    | Marián Masný        | 13 august 1950         |          | Slovan Bratislava |
| 20  | A    | Vlastimil Petržela  | 20 iulie 1953          |          | Slavia Praga      |
| 21  | P    | Zdeněk Hruška       | 25 iulie 1954          |          | Bohemians 1905    |
| 22  | P    | Karel Stromšík      | 12 aprilie 1958        |          | Dukla Praga       |

### Anglia
Antrenor principal: Ron Greenwood
| Nr. | Poz. | Jucător         | Data nașterii (vârsta) | Selecții | Club              |
| --- | ---- | --------------- | ---------------------- | -------- | ----------------- |
| 1   | P    | Ray Clemence    | 5 august 1948          | 59       | Tottenham         |
| 2   | F    | Viv Anderson    | 29 august 1956         | 10       | Nottingham Forest |
| 3   | M    | Trevor Brooking | 2 octombrie 1948       | 46       | West Ham          |
| 4   | F    | Terry Butcher   | 28 decembrie 1958      | 4        | Ipswich           |
| 5   | M    | Steve Coppell   | 9 iulie 1955           | 36       | Manchester United |
| 6   | F    | Steve Foster    | 24 septembrie 1957     | 2        | Brighton          |
| 7   | A    | Kevin Keegan    | 14 februarie 1951      | 62       | Southampton       |
| 8   | A    | Trevor Francis  | 19 aprilie 1954        | 27       | Manchester City   |
| 9   | M    | Glenn Hoddle    | 27 octombrie 1957      | 11       | Tottenham         |
| 10  | M    | Terry McDermott | 8 decembrie 1951       | 25       | Liverpool         |
| 11  | A    | Paul Mariner    | 22 mai 1953            | 21       | Ipswich           |
| 12  | F    | Mick Mills (c)  | 4 ianuarie 1949        | 37       | Ipswich           |
| 13  | P    | Joe Corrigan    | 18 noiembrie 1948      | 9        | Manchester City   |
| 14  | F    | Phil Neal       | 20 februarie 1951      | 37       | Liverpool         |
| 15  | M    | Graham Rix      | 23 octombrie 1957      | 8        | Arsenal           |
| 16  | M    | Bryan Robson    | 11 ianuarie 1957       | 19       | Manchester United |
| 17  | F    | Kenny Sansom    | 26 septembrie 1958     | 23       | Arsenal           |
| 18  | F    | Phil Thompson   | 21 ianuarie 1954       | 35       | Liverpool         |
| 19  | M    | Ray Wilkins     | 14 septembrie 1956     | 47       | Manchester United |
| 20  | A    | Peter Withe     | 30 august 1951         | 6        | Aston Villa       |
| 21  | A    | Tony Woodcock   | 6 decembrie 1955       | 22       | Köln              |
| 22  | P    | Peter Shilton   | 18 septembrie 1949     | 37       | Nottingham Forest |

Numerele s-au acordat în ordine alfabetică după prenume, cu excepția lui Kevin Keegan, care a primit numărul 7.

### Franța
Antrenor principal: Michel Hidalgo
| Nr. | Poz. | Jucător              | Data nașterii (vârsta) | Selecții | Club      |
| --- | ---- | -------------------- | ---------------------- | -------- | --------- |
| 1   | P    | Dominique Baratelli  | 26 decembrie 1947      | 21       | PSG       |
| 2   | F    | Manuel Amoros        | 1 februarie 1962       | 4        | Monaco    |
| 3   | F    | Patrick Battiston    | 12 martie 1957         | 19       | Etienne   |
| 4   | F    | Maxime Bossis        | 26 iunie 1955          | 37       | Nantes    |
| 5   | F    | Gérard Janvion       | 21 august 1953         | 32       | Etienne   |
| 6   | F    | Christian Lopez      | 15 martie 1953         | 35       | Etienne   |
| 7   | F    | Philippe Mahut       | 4 martie 1956          | 4        | Metz      |
| 8   | F    | Marius Trésor        | 15 ianuarie 1950       | 53       | Bordeaux  |
| 9   | M    | Bernard Genghini     | 18 ianuarie 1958       | 8        | Sochaux   |
| 10  | M    | Michel Platini (c)   | 21 iunie 1955          | 35       | Etienne   |
| 11  | M    | René Girard          | 4 aprilie 1954         | 2        | Bordeaux  |
| 12  | M    | Alain Giresse        | 2 august 1952          | 14       | Bordeaux  |
| 13  | M    | Jean-François Larios | 27 august 1956         | 15       | Etienne   |
| 14  | M    | Jean Tigana          | 23 iunie 1955          | 13       | Bordeaux  |
| 15  | M    | Bruno Bellone        | 14 martie 1962         | 6        | Monaco    |
| 16  | A    | Alain Couriol        | 24 octombrie 1958      | 7        | Monaco    |
| 17  | A    | Bernard Lacombe      | 15 august 1952         | 29       | Bordeaux  |
| 18  | M    | Dominique Rocheteau  | 14 ianuarie 1955       | 24       | PSG       |
| 19  | M    | Didier Six           | 21 august 1954         | 36       | Stuttgart |
| 20  | A    | Gérard Soler         | 29 martie 1954         | 7        | Bordeaux  |
| 21  | P    | Jean Castaneda       | 20 martie 1957         | 7        | Etienne   |
| 22  | P    | Jean-Luc Ettori      | 29 iulie 1955          | 2        | Monaco    |

Notă: Lotul a primit numerele în ordine alfabetică și conform poziției lor pe teren, cu excepția lui Michel Platini, care a primit numărul său preferat, 10.

### Kuweit
Antrenor principal:  Carlos Alberto Parreira
| Nr. | Poz. | Jucător               | Data nașterii (vârsta) | Selecții | Club          |
| --- | ---- | --------------------- | ---------------------- | -------- | ------------- |
| 1   | P    | Ahmed Al-Tarabulsi    | 22 martie 1947         |          | Kuwait SC     |
| 2   | F    | Naeem Saad            | 1 octombrie 1957       |          | Al Tadamun SC |
| 3   | F    | Mahboub Juma'a        | 17 septembrie 1955     |          | Al-Salmiya SC |
| 4   | F    | Jamal Al-Qabendi      | 7 aprilie 1959         |          | Kazma SC      |
| 5   | F    | Waleed Al-Jasem       | 18 noiembrie 1959      |          | Kuwait SC     |
| 6   | M    | Saad Al-Houti (c)     | 24 mai 1954            |          | Kuwait SC     |
| 7   | A    | Fathi Kameel          | 23 mai 1955            |          | Al Tadamun SC |
| 8   | M    | Abdullah Al-Buloushi  | 16 februarie 1960      |          | Al-Arabi SC   |
| 9   | A    | Jasem Yaqoub          | 25 octombrie 1953      |          | Al-Qadsia SC  |
| 10  | A    | Abdulaziz Al-Anberi   | 3 ianuarie 1954        |          | Kuwait SC     |
| 11  | M    | Nassir Al-Ghanim      | 4 aprilie 1961         |          | Kazma SC      |
| 12  | M    | Yussef Al-Suwayed     | 20 septembrie 1958     |          | Kazma SC      |
| 13  | F    | Mubarak Marzouq       | 1 ianuarie 1961        |          | Al Tadamun SC |
| 14  | F    | Abdullah Mayouf       | 3 decembrie 1953       |          | Kazma SC      |
| 15  | F    | Sami Al-Hashash       | 15 septembrie 1959     |          | Al-Arabi SC   |
| 16  | A    | Faisal Al-Dakhil      | 13 august 1957         |          | Al-Qadsia SC  |
| 17  | F    | Hamoud Al-Shemmari    | 26 septembrie 1960     |          | Kazma SC      |
| 18  | M    | Mohammed Karam        | 1 ianuarie 1955        |          | Al-Arabi SC   |
| 19  | A    | Muayad Al-Haddad      | 1 ianuarie 1960        |          | Khaitan SC    |
| 20  | A    | Abdulaziz Al-Buloushi | 4 decembrie 1962       |          | Al-Qadsia SC  |
| 21  | P    | Adam Marjam           | 23 septembrie 1957     |          | Kazma SC      |
| 22  | P    | Jasem Bahman          | 15 februarie 1958      |          | Al-Qadsia SC  |

## Grupa 5

### Honduras
Antrenor principal: José de la Paz Herrera
| Nr. | Poz. | Jucător                 | Data nașterii (vârsta) | Selecții | Club        |
| --- | ---- | ----------------------- | ---------------------- | -------- | ----------- |
| 1   | P    | Salomón Nazar           | 7 septembrie 1953      |          | Pumas UNAH  |
| 2   | F    | Efraín Gutiérrez        | 7 mai 1954             |          | Pumas UNAH  |
| 3   | F    | Jaime Villegas          | 5 iulie 1950           |          | Real España |
| 4   | F    | Fernando Bulnes         | 21 octombrie 1946      |          | CD Olimpia  |
| 5   | F    | Anthony Costly          | 13 decembrie 1954      |          | Real España |
| 6   | M    | Ramón Maradiaga (c)     | 30 octombrie 1954      |          | CD Motagua  |
| 7   | A    | Antonio Laing           | 27 decembrie 1958      |          | CD Platense |
| 8   | M    | Francisco Javier Toledo | 30 septembrie 1959     |          | CD Marathón |
| 9   | A    | Porfirio Betancourt     | 23 august 1956         |          | Strasbourg  |
| 10  | A    | Roberto Figueroa        | 15 decembrie 1959      |          | CDS Vida    |
| 11  | M    | David Buezo             | 5 mai 1955             |          | CD Motagua  |
| 12  | F    | Domingo Droumond        | 14 aprilie 1957        |          | CD Platense |
| 13  | M    | Prudencio Norales       | 20 aprilie 1956        |          | CD Olimpia  |
| 14  | M    | Juan Cruz               | 27 februarie 1959      |          | Pumas UNAH  |
| 15  | M    | Héctor Zelaya           | 12 iulie 1957          |          | CD Motagua  |
| 16  | A    | Roberto Bailey          | 10 august 1952         |          | CD Marathón |
| 17  | F    | José Cruz               | 12 iunie 1949          |          | CD Motagua  |
| 18  | M    | Carlos Caballero        | 5 decembrie 1958       |          | Real España |
| 19  | A    | Celso Güity             | 7 august 1955          |          | CD Marathón |
| 20  | M    | Gilberto Yearwood       | 15 martie 1956         |          | Valladolid  |
| 21  | P    | Julio César Arzú        | 5 iunie 1954           |          | Real España |
| 22  | P    | Jimmy Steward           | 9 decembrie 1946       |          | Real España |

### Irlanda de Nord
Antrenor principal: Billy Bingham
| Nr. | Poz. | Jucător            | Data nașterii (vârsta) | Selecții | Club              |
| --- | ---- | ------------------ | ---------------------- | -------- | ----------------- |
| 1   | P    | Pat Jennings       | 12 iunie 1945          |          | Arsenal           |
| 2   | F    | Jimmy Nicholl      | 28 februarie 1956      |          | Toronto Blizzard  |
| 3   | F    | Mal Donaghy        | 13 septembrie 1957     |          | Luton             |
| 4   | M    | David McCreery     | 16 septembrie 1957     |          | Tulsa Roughnecks  |
| 5   | F    | Chris Nicholl      | 12 octombrie 1946      |          | Southampton       |
| 6   | F    | John O'Neill       | 11 martie 1958         |          | Leicester         |
| 7   | M    | Noel Brotherston   | 18 noiembrie 1956      |          | Blackburn Rovers  |
| 8   | M    | Martin O'Neill (c) | 1 martie 1952          |          | Norwich           |
| 9   | A    | Gerry Armstrong    | 23 mai 1954            |          | Watford           |
| 10  | M    | Sammy McIlroy      | 2 august 1954          |          | Stoke City        |
| 11  | A    | Billy Hamilton     | 9 mai 1957             |          | Burnley           |
| 12  | F    | John McClelland    | 7 decembrie 1955       |          | Rangers           |
| 13  | F    | Sammy Nelson       | 1 aprilie 1949         |          | Brighton          |
| 14  | M    | Tommy Cassidy      | 18 noiembrie 1950      |          | Burnley           |
| 15  | M    | Tommy Finney       | 6 noiembrie 1952       |          | Cambridge United  |
| 16  | M    | Norman Whiteside   | 7 mai 1965             |          | Manchester United |
| 17  | P    | Jim Platt          | 26 ianuarie 1952       |          | Middlesbrough     |
| 18  | M    | Johnny Jameson     | 11 martie 1958         |          | Glentoran FC      |
| 19  | A    | Felix Healy        | 27 septembrie 1955     |          | Coleraine FC      |
| 20  | M    | Jim Cleary         | 27 mai 1956            |          | Glentoran FC      |
| 21  | A    | Bobby Campbell     | 13 septembrie 1956     |          | Bradford City     |
| 22  | P    | George Dunlop      | 16 ianuarie 1956       |          | Linfield FC       |

### Spania
Antrenor principal:  José Santamaría
| Nr. | Poz. | Jucător                 | Data nașterii (vârsta) | Selecții | Club            |
| --- | ---- | ----------------------- | ---------------------- | -------- | --------------- |
| 1   | P    | Luis Arconada (c)       | 26 iunie 1954          |          | Real Sociedad   |
| 2   | F    | José Antonio Camacho    | 8 iunie 1955           |          | Real Madrid     |
| 3   | F    | Rafael Gordillo         | 24 februarie 1957      |          | Betis           |
| 4   | M    | Miguel Ángel Alonso     | 1 februarie 1953       |          | Real Sociedad   |
| 5   | F    | Miguel Tendillo         | 1 februarie 1961       |          | Valencia        |
| 6   | F    | José Ramón Alexanko     | 19 mai 1956            |          | Barcelona       |
| 7   | A    | Juanito                 | 10 noiembrie 1954      |          | Real Madrid     |
| 8   | M    | Joaquín                 | 9 iunie 1956           |          | Gijón           |
| 9   | A    | Jesús María Satrústegui | 12 ianuarie 1954       |          | Real Sociedad   |
| 10  | M    | Jesús María Zamora      | 1 ianuarie 1955        |          | Real Sociedad   |
| 11  | A    | Roberto López Ufarte    | 19 aprilie 1958        |          | Real Sociedad   |
| 12  | F    | Santiago Urquiaga       | 14 aprilie 1958        |          | Athletic Bilbao |
| 13  | F    | Manuel Jiménez          | 27 octombrie 1956      |          | Gijón           |
| 14  | F    | Antonio Maceda          | 16 mai 1957            |          | Gijón           |
| 15  | M    | Enrique Saura           | 2 august 1954          |          | Valencia        |
| 16  | M    | José Vicente Sánchez    | 8 octombrie 1956       |          | Barcelona       |
| 17  | M    | Ricardo Gallego         | 8 februarie 1959       |          | Real Madrid     |
| 18  | A    | Pedro Uralde            | 2 martie 1958          |          | Real Sociedad   |
| 19  | A    | Santillana              | 23 august 1952         |          | Real Madrid     |
| 20  | A    | Quini                   | 23 septembrie 1949     |          | Barcelona       |
| 21  | P    | Urruti                  | 17 februarie 1952      |          | Barcelona       |
| 22  | P    | Miguel Ángel            | 24 decembrie 1947      |          | Real Madrid     |

### Iugoslavia
Antrenor principal: Miljan Miljanić
| Nr. | Poz. | Jucător           | Data nașterii (vârsta) | Selecții | Club                |
| --- | ---- | ----------------- | ---------------------- | -------- | ------------------- |
| 1   | P    | Dragan Pantelić   | 9 decembrie 1951       |          | Bordeaux            |
| 2   | F    | Ive Jerolimov     | 30 martie 1958         |          | NK Rijeka           |
| 3   | M    | Ivan Gudelj       | 21 septembrie 1960     |          | Hajduk Split        |
| 4   | F    | Velimir Zajec     | 12 februarie 1956      |          | Dinamo Zagreb       |
| 5   | F    | Nenad Stojković   | 26 mai 1956            |          | Partizan Belgrad    |
| 6   | F    | Zlatko Krmpotić   | 7 august 1958          |          | Steaua Roșie        |
| 7   | A    | Vladimir Petrović | 1 iulie 1955           |          | Steaua Roșie        |
| 8   | M    | Edhem Šljivo      | 16 martie 1950         |          | Nice                |
| 9   | F    | Zoran Vujović     | 26 august 1958         |          | Hajduk Split        |
| 10  | M    | Zvonko Živković   | 31 octombrie 1959      |          | Partizan Belgrad    |
| 11  | A    | Zlatko Vujović    | 26 august 1958         |          | Hajduk Split        |
| 12  | P    | Ivan Pudar        | 16 august 1961         |          | Hajduk Split        |
| 13  | M    | Safet Sušić       | 13 aprilie 1955        |          | FK Sarajevo         |
| 14  | F    | Nikola Jovanović  | 18 septembrie 1952     |          | Buducnost Podgorica |
| 15  | F    | Miloš Hrstić      | 20 noiembrie 1955      |          | NK Rijeka           |
| 16  | A    | Miloš Šestić      | 8 august 1956          |          | Steaua Roșie        |
| 17  | M    | Jurica Jerković   | 25 februarie 1950      |          | Zürich              |
| 18  | A    | Stjepan Deverić   | 20 august 1961         |          | Dinamo Zagreb       |
| 19  | A    | Vahid Halilhodžić | 15 octombrie 1952      |          | Nantes              |
| 20  | A    | Ivica Šurjak (c)  | 23 martie 1953         |          | PSG                 |
| 21  | A    | Predrag Pašić     | 18 octombrie 1958      |          | FK Sarajevo         |
| 22  | P    | Ratko Svilar      | 6 mai 1950             |          | Antwerp             |

## Grupa 6

### Brazilia
Antrenor principal: Telê Santana
| Nr. | Poz. | Jucător          | Data nașterii (vârsta) | Selecții | Club             |
| --- | ---- | ---------------- | ---------------------- | -------- | ---------------- |
| 1   | P    | Waldir Peres     | 2 februarie 1951       | 23       | Sao Paulo        |
| 2   | F    | Leandro          | 17 martie 1959         | 6        | Flamengo         |
| 3   | F    | Oscar            | 20 iunie 1954          | 36       | Sao Paulo        |
| 4   | F    | Luizinho         | 22 octombrie 1958      | 24       | Atletico Mineiro |
| 5   | M    | Toninho Cerezo   | 21 aprilie 1955        | 49       | Atletico Mineiro |
| 6   | F    | Júnior           | 29 iunie 1956          | 35       | Flamengo         |
| 7   | A    | Paulo Isidoro    | 3 august 1953          | 28       | Gremio           |
| 8   | M    | Sócrates (c)     | 19 februarie 1954      | 33       | Corinthians      |
| 9   | A    | Serginho         | 23 decembrie 1953      | 15       | Sao Paulo        |
| 10  | M    | Zico             | 3 martie 1953          | 56       | Flamengo         |
| 11  | A    | Éder             | 25 mai 1957            | 24       | Atletico Mineiro |
| 12  | P    | Paulo Sérgio     | 24 iulie 1954          | 3        | Botafogo RJ      |
| 13  | F    | Edevaldo         | 28 ianuarie 1958       | 17       | Internacional    |
| 14  | F    | Juninho          | 29 august 1958         | 4        | Ponte Preta      |
| 15  | M    | Falcão           | 16 octombrie 1953      | 17       | Roma             |
| 16  | F    | Edinho           | 5 iunie 1955           | 34       | Fluminense       |
| 17  | F    | Pedrinho         | 22 octombrie 1957      | 8        | Vasco da Gama    |
| 18  | M    | Batista          | 8 martie 1955          | 32       | Gremio           |
| 19  | M    | Renato           | 21 februarie 1957      | 13       | Sao Paulo        |
| 20  | A    | Roberto Dinamite | 13 aprilie 1954        | 32       | Vasco da Gama    |
| 21  | M    | Dirceu           | 15 iunie 1952          | 23       | Atlético Madrid  |
| 22  | P    | Carlos           | 4 martie 1956          | 6        | Ponte Preta      |

### Noua Zeelandă
Antrenor principal:  John Adshead
| Nr. | Poz. | Jucător          | Data nașterii (vârsta) | Selecții | Club                        |
| --- | ---- | ---------------- | ---------------------- | -------- | --------------------------- |
| 1   | P    | Richard Wilson   | 8 mai 1956             |          | Preston Macedonia           |
| 2   | F    | Glenn Dods       | 7 iulie 1957           |          | Adelaide City               |
| 3   | F    | Ricki Herbert    | 10 aprilie 1961        |          | University-Mount Wellington |
| 4   | M    | Brian Turner     | 31 iulie 1949          |          | Gisborne City               |
| 5   | F    | Dave Bright      | 29 noiembrie 1949      |          | Manurewa AFC                |
| 6   | F    | Bobby Almond     | 16 aprilie 1951        |          | Invercargill Thistle        |
| 7   | A    | Wynton Rufer     | 29 decembrie 1962      |          | Miramar Rangers             |
| 8   | M    | Duncan Cole      | 12 iulie 1958          |          | Hanimex United              |
| 9   | A    | Steve Wooddin    | 16 ianuarie 1955       |          | South Melbourne FC          |
| 10  | M    | Steve Sumner (c) | 2 aprilie 1955         |          | West Adelaide Hellas        |
| 11  | M    | Sam Malcolmson   | 2 aprilie 1948         |          | East Coast Bays AFC         |
| 12  | M    | Keith MacKay     | 8 decembrie 1956       |          | Gisborne City               |
| 13  | M    | Kenny Cresswell  | 4 iunie 1958           |          | Gisborne City               |
| 14  | F    | Adrian Elrick    | 29 septembrie 1949     |          | Hanimex United              |
| 15  | F    | John Hill        | 7 ianuarie 1950        |          | Gisborne City               |
| 16  | F    | Glen Adam        | 22 mai 1959            |          | University-Mount Wellington |
| 17  | M    | Allan Boath      | 14 februarie 1958      |          | West Adelaide Hellas        |
| 18  | M    | Peter Simonsen   | 17 aprilie 1959        |          | Manurewa AFC                |
| 19  | M    | Billy McClure    | 4 ianuarie 1958        |          | University-Mount Wellington |
| 20  | A    | Grant Turner     | 7 octombrie 1958       |          | Gisborne City               |
| 21  | P    | Barry Pickering  | 12 decembrie 1956      |          | Miramar Rangers             |
| 22  | P    | Frank van Hattum | 17 noiembrie 1958      |          | Manurewa AFC                |

### Scoția
Antrenor principal: Jock Stein
| Nr. | Poz. | Jucător            | Data nașterii (vârsta) | Selecții | Club              |
| --- | ---- | ------------------ | ---------------------- | -------- | ----------------- |
| 1   | P    | Alan Rough         | 25 noiembrie 1951      | 48       | Partick Thistle   |
| 2   | F    | Danny McGrain      | 1 mai 1950             | 60       | Celtic            |
| 3   | F    | Frank Gray         | 27 octombrie 1954      | 22       | Leeds United      |
| 4   | M    | Graeme Souness (c) | 6 mai 1953             | 25       | Liverpool         |
| 5   | F    | Alan Hansen        | 13 iunie 1955          | 14       | Liverpool         |
| 6   | F    | Willie Miller      | 2 mai 1955             | 17       | Aberdeen          |
| 7   | M    | Gordon Strachan    | 9 februarie 1957       | 11       | Aberdeen          |
| 8   | A    | Kenny Dalglish     | 4 martie 1951          | 86       | Liverpool         |
| 9   | A    | Alan Brazilia      | 15 iunie 1959          | 7        | Ipswich           |
| 10  | M    | John Wark          | 4 august 1957          | 15       | Ipswich           |
| 11  | A    | John Robertson     | 20 ianuarie 1953       | 21       | Nottingham Forest |
| 12  | P    | George Wood        | 26 septembrie 1952     | 4        | Arsenal           |
| 13  | F    | Alex McLeish       | 21 ianuarie 1959       | 15       | Aberdeen          |
| 14  | F    | David Narey        | 12 iunie 1956          | 13       | Dundee United     |
| 15  | A    | Joe Jordan         | 15 decembrie 1951      | 51       | Milan             |
| 16  | M    | Asa Hartford       | 24 octombrie 1950      | 49       | Manchester City   |
| 17  | F    | Allan Evans        | 12 octombrie 1956      | 3        | Aston Villa       |
| 18  | A    | Steve Archibald    | 27 septembrie 1956     | 14       | Tottenham         |
| 19  | A    | Paul Sturrock      | 10 octombrie 1956      | 7        | Dundee United     |
| 20  | M    | Davie Provan       | 8 mai 1956             | 10       | Celtic            |
| 21  | F    | George Burley      | 3 iunie 1956           | 11       | Ipswich           |
| 22  | P    | Jim Leighton       | 24 iulie 1958          | 0        | Aberdeen          |

### Uniunea Sovietică
Antrenor principal: Konstantin Beskov
| Nr. | Poz. | Jucător                | Data nașterii (vârsta) | Selecții | Club            |
| --- | ---- | ---------------------- | ---------------------- | -------- | --------------- |
| 1   | P    | Rinat Dasayev          | 13 iunie 1957          | 21       | Spartak Moscova |
| 2   | F    | Tengiz Sulakvelidze    | 23 iulie 1956          | 16       | Dinamo Tbilisi  |
| 3   | F    | Aleksandr Chivadze (c) | 8 aprilie 1955         | 15       | Dinamo Tbilisi  |
| 4   | F    | Vagiz Khidiyatullin    | 3 martie 1959          | 26       | CSKA Moscova    |
| 5   | F    | Sergei Baltacha        | 17 februarie 1958      | 11       | Dinamo Kiev     |
| 6   | F    | Anatoliy Demyanenko    | 19 februarie 1959      | 8        | Dinamo Kiev     |
| 7   | A    | Ramaz Shengelia        | 1 ianuarie 1957        | 16       | Dinamo Tbilisi  |
| 8   | M    | Volodymyr Bessonov     | 5 martie 1958          | 32       | Dinamo Kiev     |
| 9   | M    | Yuri Gavrilov          | 3 mai 1953             | 28       | Spartak Moscova |
| 10  | M    | Khoren Oganesian       | 10 ianuarie 1955       | 17       | Ararat Yerevan  |
| 11  | A    | Oleg Blokhin           | 5 noiembrie 1952       | 78       | Dinamo Kiev     |
| 12  | M    | Andriy Bal             | 16 februarie 1958      | 4        | Dinamo Kiev     |
| 13  | M    | VItalia Daraselia      | 9 octombrie 1957       | 18       | Dinamo Tbilisi  |
| 14  | F    | Sergei Borovsky        | 29 ianuarie 1956       | 5        | Dinamo Minsk    |
| 15  | A    | Sergey Andreyev        | 16 mai 1956            | 18       | SKA Rostov      |
| 16  | A    | Sergey Rodionov        | 3 septembrie 1962      | 2        | Spartak Moscova |
| 17  | M    | Leonid Buryak          | 10 iulie 1953          | 43       | Dinamo Kiev     |
| 18  | F    | Yuri Susloparov        | 14 august 1958         | 6        | Torpedo Mos.    |
| 19  | M    | Vadym Yevtushenko      | 1 ianuarie 1958        | 2        | Dinamo Kiev     |
| 20  | F    | Oleg Romantsev         | 4 ianuarie 1954        | 9        | Spartak Moscova |
| 21  | P    | Viktor Chanov          | 21 iulie 1959          | 1        | Dinamo Kiev     |
| 22  | P    | Vyacheslav Chanov      | 23 octombrie 1951      | 0        | Torpedo Mos.    |